# Jan z Poděbrad a Kosti
Jan z Poděbrad a Kosti († po roce 1406) byl český šlechtic z rodu pánů z Kunštátu a Poděbrad.

## Život
Zprávy o Janovi jsou strohé, snad i z toho důvodu, že zemřel dříve než jeho otec, kterým byl Boček starší z Poděbrad. 
Poprvé se Jan uvádí roku 1396. V roce 1398 se oženil s Eliškou z Vartenberka, po jejímž otci získal hrad a panství Kost. V roce 1404 poprvé užil predikátu "z Kosti". Naposledy se uvádí roku 1406, poté zemřel.
Zanechal po sobě dceru Skonku, která se stala manželkou Mikuláše Zajíce z Házmburka.